# Buckingham Palace

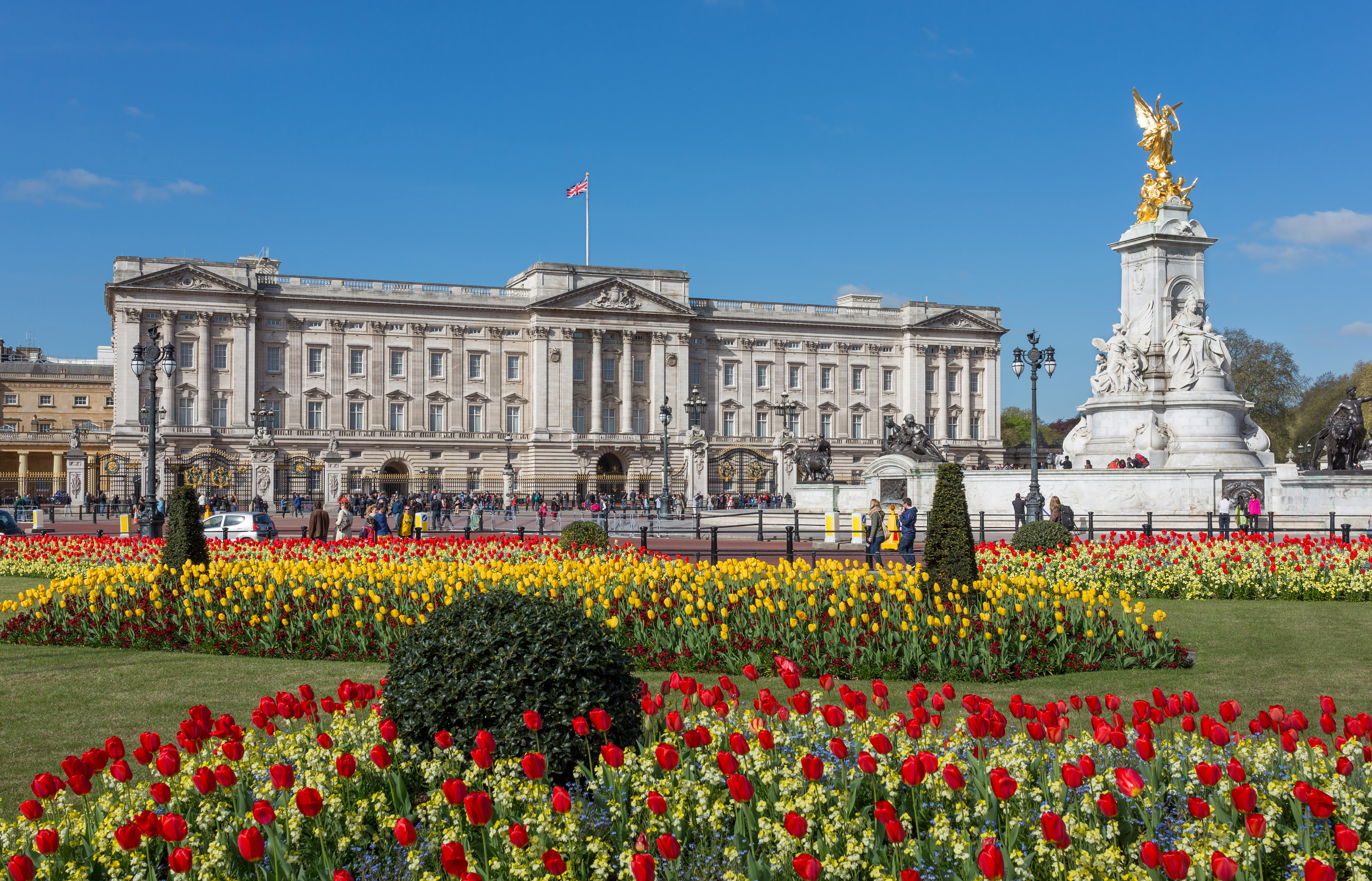
Buckingham-Palast

Der Buckingham-Palast (englisch Buckingham Palace) ist die offizielle Residenz des britischen Monarchen in London. Das Gebäude im Stadtbezirk City of Westminster wird auch für Staatsanlässe genutzt. So werden dort ausländische Staatsoberhäupter bei ihrem Besuch in Großbritannien empfangen. Daneben ist er ein wichtiger Anziehungspunkt für Touristen. Im Jahr 1703 wurde der Palast als großes Stadthaus für John Sheffield, 1. Duke of Buckingham and Normanby, gebaut (Buckingham House). König Georg III. erwarb das Haus 1761 als private Residenz. Während der nächsten 75 Jahre wurde der Palast nach und nach erweitert, hauptsächlich unter Georg IV. ab 1826 durch die Architekten John Nash und Edward Blore. Das Gebäude umfasste schließlich drei Flügel um einen Innenhof. 
Mit der Thronbesteigung von Königin Victoria im Jahr 1837 wurde der Palast offizielle Residenz des britischen Monarchen. Der Verwaltungssitz der Monarchie verblieb jedoch im St James’s Palace, so dass heute noch die ausländischen Botschafter „am Hof von St. James“ akkreditiert werden, obwohl sie ihre Beglaubigungsschreiben dem Monarchen im Buckingham-Palast überreichen. Die letzte bedeutende Erweiterung am Palast geschah zu Zeiten Victorias, als der vierte Gebäudeflügel in Richtung der Ostseite als Abschluss zur Straße The Mall hinzugefügt wurde. Dabei wurde der Eingang für Staatsgäste, der Marmorbogen (Marble Arch), abgebaut und an seinem gegenwärtigen Standort in der Nähe der Speakers’ Corner im Hyde Park wiedererrichtet. Die Ostfassade wurde im Jahr 1913 mit Portland-Kalkstein verkleidet, um den Hintergrund für das Victoria Memorial zu bilden. Dabei entstand die heute sehr bekannte öffentliche Fassade des Buckingham-Palastes. 

## Geschichte

### Vom Haus zum Palast

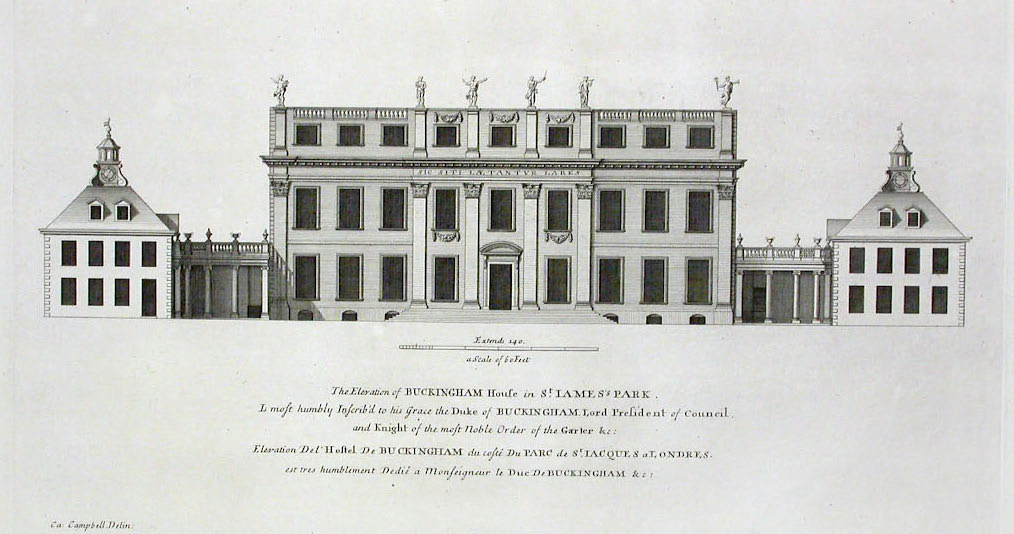
Buckingham House, ca. 1711/14 (aus Colen Campbells Vitruvius Britannicus)

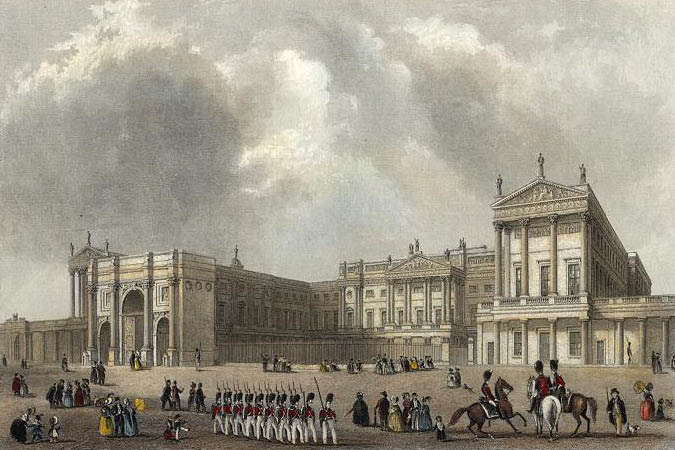
Buckingham Palace, 1837, vor der Errichtung des jüngsten Flügels zur Mall und mit Marble Arch als Eingangstor

Das erste Haus am Standort des heutigen Buckingham Palace, über das Aufzeichnungen vorliegen, wurde Goring House genannt. Es wurde etwa 1633 im Auftrag von George Goring, 1. Earl of Norwich, errichtet. Das Haus, das heute das Zentrum des gegenwärtigen Palastes bildet, wurde jedoch erst 1703 unter John Sheffield, 1. Duke of Buckingham and Normanby, erbaut. John Sheffield ließ das Haus von Architekt William Winde errichten. Dieser schuf ein großes zweigeschossiges Haus mit Mezzanin im Zentrum und mit zwei kleineren Dienstflügeln. Sein Nachfolger, Sir Charles Sheffield verkaufte Buckinghams Haus im Jahr 1761 an König Georg III. Es sollte zunächst lediglich als privater Rückzugsort für die königliche Familie dienen, besonders für Königin Charlotte. 14 der 15 Kinder von Georg III. und Charlotte wurden im Buckingham House geboren, das zu dieser Zeit auch als „Queen’s House“ bezeichnet wurde.
Königin Charlotte starb im Jahr 1818 und ihr geistig umnachteter Ehemann Georg III. im Jahr 1820. Daraufhin entschied ihr verschwenderischer Sohn König Georg IV., das von ihm bis dahin bewohnte Carlton House aufzugeben und das Buckingham House zu erweitern, um es zusammen mit dem St. James’s Palace zu verwenden, so wie es sein Vater getan hatte. 1826 beschloss er jedoch, das Haus in einen königlichen Palast umzuwandeln. Er beauftragte den Architekten John Nash mit der Umsetzung seiner Pläne.
Der Palast umschloss an drei Seiten ein großes Quadrat als Innenhof, mit dem früheren Buckingham House als zentralem Flügel. Das neue Bauwerk wurde mit Bath Stone verkleidet und war im französischen klassizistischen Stil gehalten. Diese Erweiterung bildet noch heute den größten Teil des Palastes. Lediglich der Flügel, der den Innenhof zur Straße The Mall abschließt, wurde später erbaut. An der Stelle, wo später dieser neue Ostflügel entstehen sollte, stand mit dem Marble Arch ein kolossaler Triumphbogen aus Racaccione-Marmor, der dem Konstantinsbogen in Rom nachempfunden war. Der Bogen kostete 34.450 Pfund und diente als Eingang für Staatsgäste. Georg IV. hatte ursprünglich geplant, den Bogen mit einer bronzenen Reiterstatue seiner selbst zu krönen, doch starb er vor Abschluss der Arbeiten. Als das Parlament schließlich zögerlich die Rechnung für die Statue beglich, entschied es, diese auf dem Trafalgar Square aufzustellen.
Die Inneneinrichtung des Palastes wies bis dato ungekannten Glanz auf, Georg IV. versuchte, den napoleonischen Empire-Stil mit seinen prachtvollen Interieurs noch zu übertreffen. Er wurde bei der Inneneinrichtung von Sir Charles Long beraten, der sich für großflächigen Einsatz von leuchtenden Marmormalereien und blau- und rosafarbenem Lapislazuli aussprach. Die Decken wurden mit Stuckskulpturen versehen. Georg IV. starb 1830 und die farbenfrohen und stark vergoldeten Staatsgemächer wurden erst unter König Wilhelm IV. und seiner Frau, Königin Adelheid, vollendet. Viele der kleineren Empfangsräume sind im chinesischen Regency-Architekturstil gehalten. Sie wurden mit Möbelstücken und Dekorationen ausgestattet, die nach dem Tod König Georgs IV. aus dem Royal Pavilion in Brighton herbeigeschafft wurden. Das von Georg IV. bewohnte Carlton House wurde abgerissen und viele Möbel und Ausstattungsstücke in den neuen Palast gebracht. König Wilhelm IV. und seine Gemahlin bevorzugten allerdings einen bescheideneren Stil als Georg IV.
Die ausufernden Kosten und der noch immer unvollendete Palast führten zu Besorgnis im Parlament und in der Presse. Wilhelm IV. entließ John Nash als Architekt und stellte stattdessen Edward Blore ein, der dem eher zurückhaltenden Geschmack des Königs entgegenkam. Edward Blore vertrat im Gegensatz zu Nash einen eher geschäftsmäßigen als idealistischen Baustil. Dennoch behielt er Nashs bisheriges Werk bei und vollendete es in ähnlicher, wenn auch soliderer und weniger pittoresker Weise. Obwohl der König und die Königin Empfänge in den Staatsgemächern abhielten und dort auch Hof hielten, wohnten sie selbst nie im Palast. Sie wohnten stattdessen im Clarence House, einem bescheideneren Londoner Stadthaus, das sie vor ihrer Thronfolge hatten erbauen lassen. Die Gesamtkosten für den Umbau und die Erweiterung des Buckingham Palace summierten sich auf über 719.000 Pfund. Als 1834 das Parlamentsgebäude abbrannte, bot der König den unvollendeten Buckingham Palace als Ersatz an. Dies deutet darauf hin, dass er von dem prunkvollen Palast weniger begeistert war als sein verstorbener Bruder. Das Angebot wurde jedoch nicht angenommen und das Parlamentsgebäude wieder neu errichtet.

### Königin Victoria
Mit dem Einzug von Königin Victoria, die drei Wochen zuvor ihrem verstorbenen Onkel Wilhelm IV. auf dem britischen Thron gefolgt war, wurde der Buckingham Palace am 13. Juli 1837 offiziell zur Hauptresidenz der britischen Monarchen. Während die Staatsgemächer in verschwenderischer Pracht in Gold und leuchtenden Farben gehalten waren, erwiesen sich die zum Betrieb des neuen Palastes erforderlichen Einrichtungen weniger ausgereift. Die Kamine rauchten so sehr, dass die Feuer gelöscht werden mussten. Infolgedessen fror der Hof in eisiger Pracht. Die Belüftung war so schlecht, dass es im Inneren muffig roch. Als eine Gasbeleuchtung installiert wurde, wurden ernsthafte Bedenken erhoben, dass sich in den unteren Stockwerken das Gas sammeln könnte. Es hieß auch, dass die Dienerschaft undiszipliniert und arbeitsscheu war, so dass der Palast schmutzig wirkte. Nach der Heirat der Königin mit Prinz Albert im Jahr 1840 befasste sich der Prinz mit der Reorganisation der Ämter des königlichen Haushalts und der Dienerschaft des Palasts. Auch machte er sich an die Beseitigung der Konstruktionsmängel.
Gegen 1847 empfand das Paar den Palast als zu klein für ihre wachsende Familie und das Hofleben. So wurde der neue Ostflügel zur Straße The Mall nach Plänen des Architekten Edward Blore als Abschluss des quadratischen Innenhofes errichtet. Der neue Flügel verfügt unter anderem über den Balkon, von dem die königliche Familie den Menschenmengen bei verschiedenen Anlässen zuwinkt. Ebenfalls in dieser Epoche wurden der Ballraumflügel und einige weitere Staatsgemächer von James Pennethorne errichtet, einem Schüler des Architekten John Nash. Vor dem Tod von Prinz Albert liebte Königin Victoria Musik und Tanz, und man lud die großen Künstler der Zeit zu Auftritten im Buckingham Palace ein. Felix Mendelssohn Bartholdy gab dort drei Konzerte. Auch Johann Strauss und sein Orchester traten im Buckingham Palace auf, als sie sich zu einem Gastspiel in England aufhielten. Die Uraufführung von Strauss’ „Alice Polka“ fand 1849 im Palast zu Ehren der Tochter der Königin, Prinzessin Alice, statt. In dieser Zeit wurden im Buckingham Palace neben den üblichen königlichen Zeremonien, Amtseinführungen und Präsentationen häufig auch großzügige Kostümbälle veranstaltet.
1851 ließ Victoria den Marmorbogen (Marble Arch), der zuvor der Staatseingang zum Palast gewesen war, zu seinem gegenwärtigen Standort an den nordöstlichen Rand des Hyde Parks versetzen. Nach dem Tod von Prinz Albert im Jahr 1861 verließ die Königin den Buckingham-Palast und lebte fortan in Windsor Castle, Balmoral Castle und Osborne House. Viele Jahre lang wurde der Palast nur selten genutzt und vernachlässigt. Wachsender Druck der öffentlichen Meinung veranlasste die verwitwete Königin schließlich dazu, nach London zurückzukehren. Doch selbst dann bevorzugte sie einen anderen Wohnsitz. Offizielle Veranstaltungen des Hofes hielt Victoria weiterhin in Windsor Castle ab, wobei die ernste Königin gewöhnlich in Trauerschwarz gekleidet war.
Die Gärten des Buckingham Palace sind die größten privaten Gärten in London. Die Landschaftsarchitektur stammte zunächst von Capability Brown. Sie wurde jedoch später von William Ailton, dem Architekten der Royal Botanic Gardens, und John Nash verändert. Der künstliche See wurde 1828 vollendet und wird von Wasser aus der Serpentine, einem See im Hyde Park, gespeist.

### Das 20. Jahrhundert

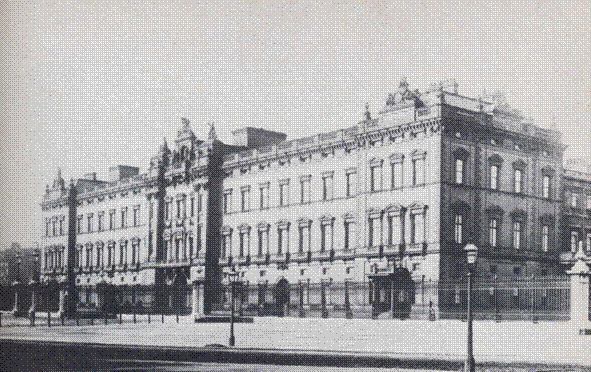
Buckingham Palace (1910) vor dem Umbau der Fassade 1913

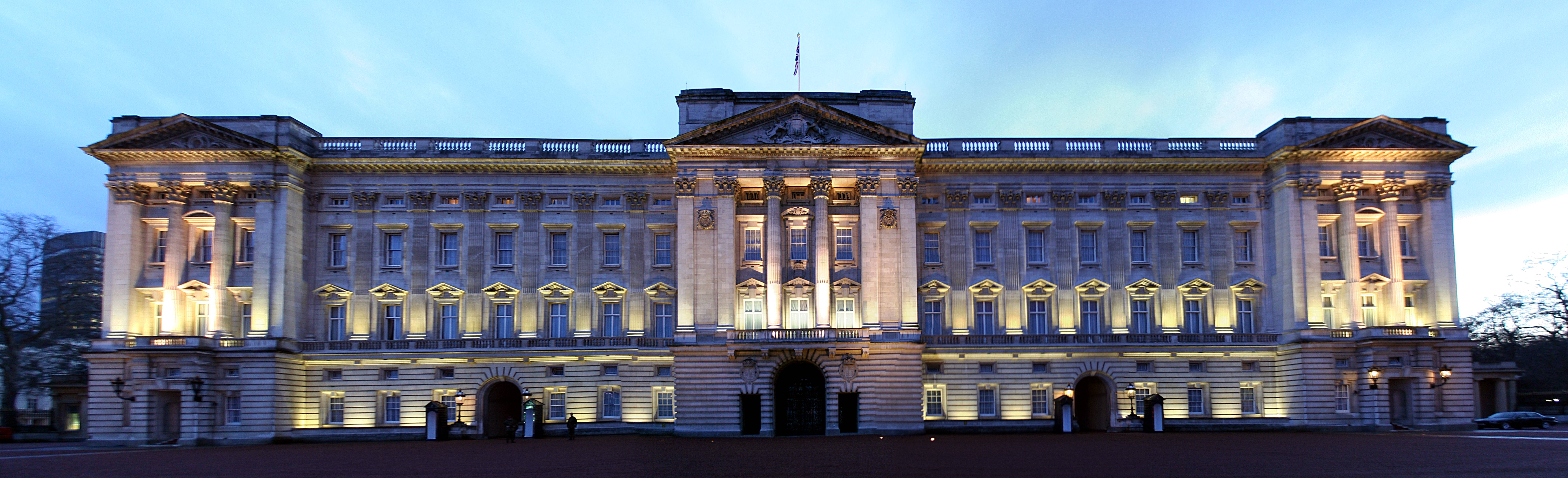
Buckingham Palace, Fassade zur Mall (2009)

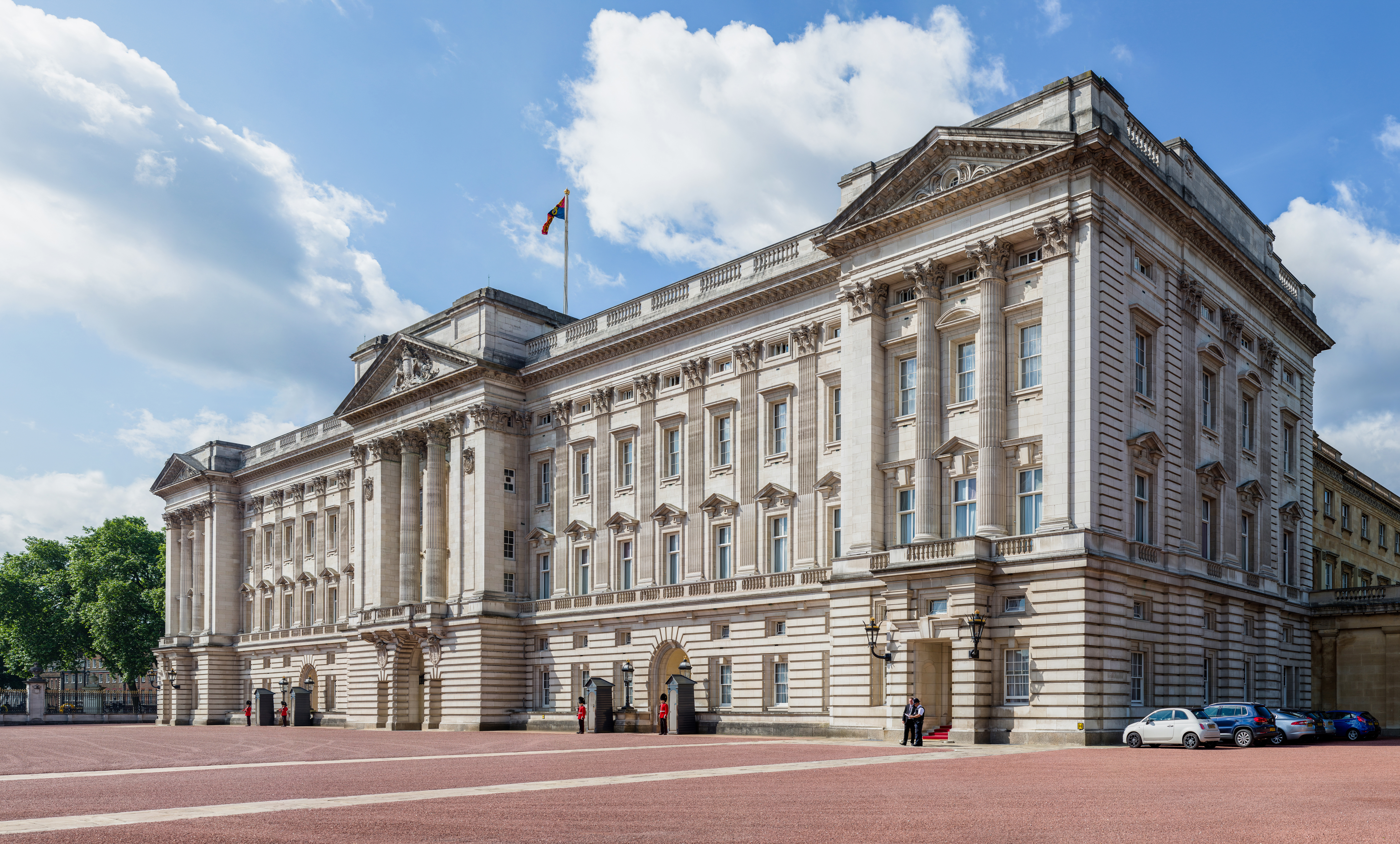
Buckingham Palace (2014)

Mit der Thronbesteigung von König Eduard VII. wurde der Palast erneut belebt. Der König und seine Gemahlin Alexandra von Dänemark waren wichtiger Teil der Londoner High Society gewesen und ihre Freunde, die man „Club vom Marlborough House“ nannte, galten als die wichtigsten Vertreter dieser Epoche. Der Buckingham Palace wurde erneut zum Mittelpunkt des Britischen Weltreichs und Kulisse für Unterhaltung von majestätischen Ausmaßen.
Im Jahr 1913 gestaltete der Architekt Aston Webb die berühmte östliche Hauptfassade neu, die im Jahr 1850 von Blore geschaffen worden war. Sie wurde nun zum Teil Giacomo Leonis Lyme Park in Cheshire nachempfunden. Die neu verkleidete Hauptfassade wurde als Hintergrund für das Victoria Memorial entworfen, dem großen Marmordenkmal auf dem Vorplatz außerhalb des Haupttores. Georg V., der Eduard VII. im Jahr 1910 auf dem Thron nachfolgte, war nachdenklicher als sein Vater. Dies spiegelte sich im Palastleben wider: Es wurde ein größerer Akzent auf die offiziellen Staatsanlässe und die königlichen Pflichten gelegt und weniger Wert auf prunkvolle Feiern und Spaß. Die Ehefrau Georgs V., Königin Mary, war Kunstliebhaberin und interessierte sich sehr für die königliche Sammlung von Möbeln und Kunstwerken. Sie ließ sie zum Teil wiederherstellen und erweitern. Königin Mary ließ auch viele Verkleidungen und Ausstattungsstücke anbringen, so zum Beispiel ein Paar Marmorkamine im Empirestil, gestaltet von Benjamin Vulliamy, die im Jahr 1810 angefertigt worden waren. Die Königin ließ sie im Bogenraum im Erdgeschoss einbauen. Der Bogenraum ist ein gewaltiger niedriger Raum in der Mitte der Gartenfassade. Sie war auch verantwortlich für die Gestaltung des Blauen Salons. Dieser Raum ist 21 Meter lang und war zuvor als der Südliche Salon bekannt. Er weist eine der schönsten von Nash geschaffenen Decken auf und wird vom Historiker Olwen Hedley als der schönste des ganzen Palastes bezeichnet. Er sei großartiger und prunkvoller als der Thronsaal und der Ballsaal. Letzterer wurde errichtet, um die ursprüngliche Funktion des Blauen Salons zu übernehmen.

### Weltkriege
Während des Ersten Weltkriegs wurde der Palast nicht beschädigt. Die wertvolleren Ausstattungsstücke wurden nach Windsor Castle ausgelagert, doch König Georg V. und die königliche Familie blieben vor Ort. Die Regierung überzeugte den König, demonstrativ und öffentlich die Weinkeller abzuschließen und für die Dauer des Krieges dem Alkohol abzuschwören, um ein gutes Beispiel für die Bevölkerung abzugeben. Eduard VIII. berichtete später einem Biographen, dass sein Vater jeden Abend heimlich ein Glas Portwein trank, während die Königin ihrem Becher Fruchtsaft einen Schuss Champagner hinzufügte. Die Kinder des Königs wurden fotografiert, wie sie verwundeten Offizieren in den benachbarten Royal Mews Tee servierten.
Während des Zweiten Weltkrieges war der Palast Ziel von Angriffe der deutschen Luftwaffe und wurde siebenmal bombardiert. Die Deutschen gingen davon aus, dass die Zerstörung des Buckingham Palace die Moral der Briten schwächen würde. Eine Bombe schlug in den Innenhof ein, während sich König Georg VI. und Königin Elizabeth im Gebäude aufhielten. Obwohl viele Scheiben zu Bruch gingen, entstand kein größerer Schaden an dem Gebäude. Während des Krieges wurde über solche Vorfälle allerdings nur eingeschränkt berichtet. Die Bombardierung, die den größten Schaden anrichtete und über die am meisten berichtet wurde, war jene der Palastkapelle im Jahr 1940. Bilder der Schäden wurden in allen Kinos Englands gezeigt, um darzustellen, dass Reiche wie Arme gemeinsam litten. Der König und die Königin wurden gefilmt, als sie ihre zerbombte Wohnung in Augenschein nahmen, wobei die Königin lächelte und einen zum Hut passenden Mantel trug. Zu dieser Zeit sagte die Königin: „Ich bin froh, dass wir bombardiert worden sind. Jetzt kann ich den Leuten im East End in die Augen schauen.“ Erst weit nach Kriegsende wurde berichtet, dass vor diesem Ereignis die königliche Familie bei manchen Fahrten mit Buhrufen statt mit Jubel begrüßt wurde, wenn sie die Orte mit Bombenschäden in London besuchte. Allerdings sei der Minister, der die königliche Familie begleitete, das eigentliche Ziel der öffentlichen Feindseligkeit gewesen. Die Zeitung „The Sunday Graphic“ berichtete pflichtschuldig:
Vom Herausgeber: Der König und die Königin durchlebten dieselbe harte Prüfung wie ihre Untertanen. Zum zweiten Mal hat ein deutscher Bomber versucht, Tod und Zerstörung zur Wohnung Ihrer Majestäten zu bringen...Sobald dieser Krieg vorbei ist, wird die gemeinsame Gefahr, die König Georg und Königin Elizabeth mit ihrem Volk geteilt haben, über die Jahre zu einer liebgewonnenen Erinnerung und einer Inspiration werden.
Am 15. September 1940 rammte der Royal-Air-Force-Pilot Ray Holmes mit seiner Hawker Hurricane eine deutsche Do 17, die versuchte, den Palast zu bombardieren. Holmes war die Munition ausgegangen. Beide Flugzeuge stürzten ab, wobei die Piloten überlebten. Es existiert eine Filmaufnahme dieses Vorfalls. Der Flugzeugmotor wurde später im Imperial War Museum in London ausgestellt.
Eleanor Roosevelt wurde während ihres Besuchs im Zweiten Weltkrieg wie ein Staatsoberhaupt empfangen. Der britischen Presse war es zu Kriegszeiten wichtig zu zeigen, dass die Monarchen wie ihre Untertanen litten. Deshalb berichtete sie, die Präsidentengattin werde als Ehrengast im einzigen komfortablen Schlafzimmer untergebracht, nämlich im Schlafzimmer von Königin Elizabeth, während alle anderen Möbelstücke aus dem Buckingham Palace entfernt worden seien. Möglicherweise ist diese Geschichte aber lediglich eine Anekdote. Es ist heute bekannt, dass die königliche Familie während des Zweiten Weltkrieges die meiste Zeit in Windsor Castle übernachtete. Es ist unwahrscheinlich, dass sie Mrs. Roosevelt zu Zeiten der Luftangriffe nachts allein im Palast zurückließen.
Anlässlich des Endes des Zweiten Weltkriegs in Europa am 8. Mai 1945 (V-E-Day) stand der Palast im Mittelpunkt der britischen Feierlichkeiten. Der König und die Königin erschienen mit ihren Töchtern Prinzessin Elisabeth und Prinzessin Margaret auf dem Balkon, um die Jubelrufe der riesigen Menschenmenge auf der Mall entgegenzunehmen.

### Gegenwart

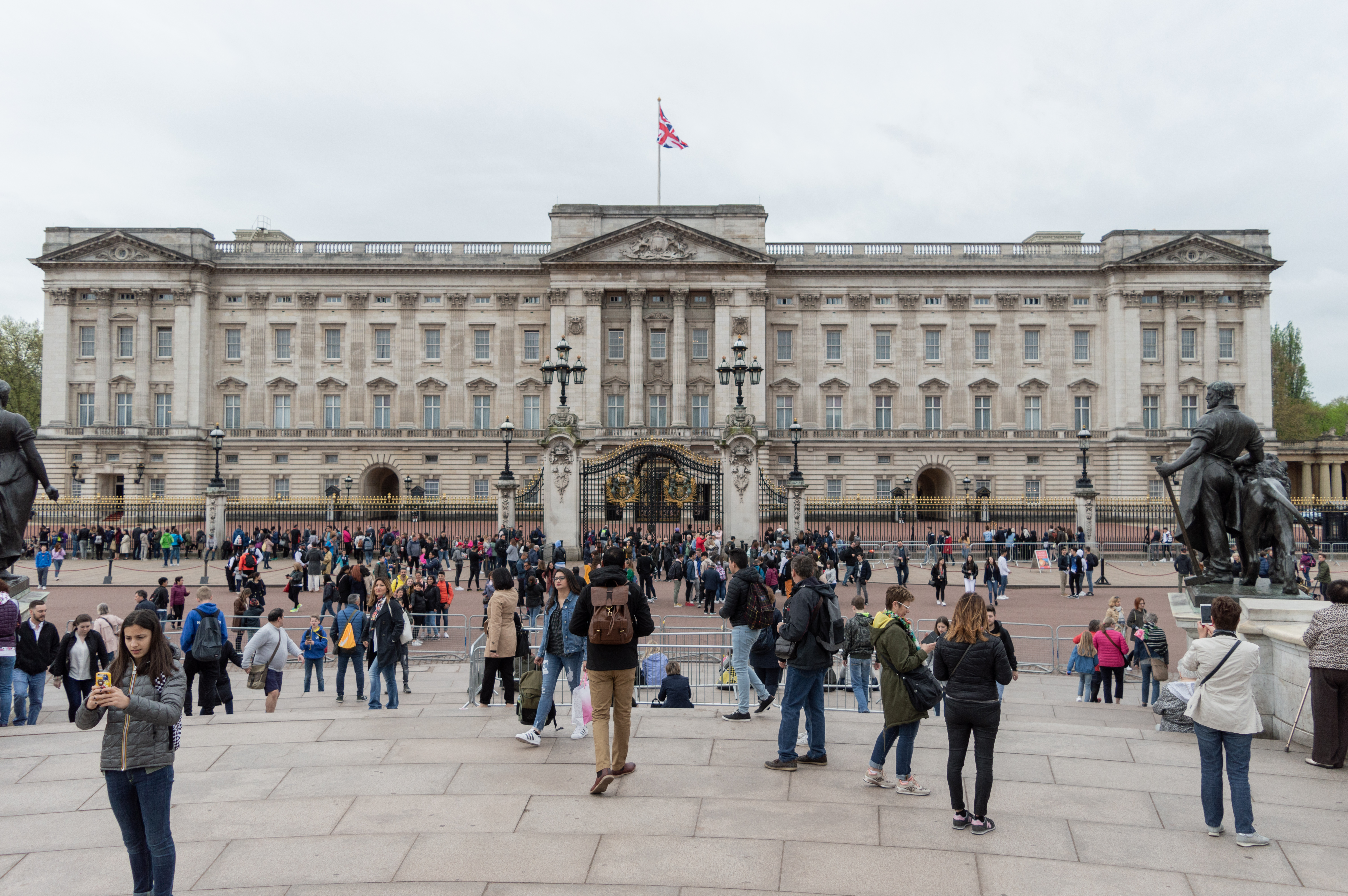
Ostfassade

Der Palast hat über eine geschätzte Gesamtraumfläche von 77.000 m² mit 775 Räumen, darunter 19 Staatsräume, 52 Schlafzimmer für die königliche Familie und Gäste, 188 Schlafzimmer für Angestellte, 78 Badezimmer und 92 Büros. Das Gebäude misst 108 m Frontlänge, 120 m Seitenlänge, bei einer Höhe von 24 m. Dazu gehören eine Reithalle mit Pferdeställen, Schwimmhalle, Tennisplatz, umfangreiche Nebengebäude sowie der Park von 17 ha mit Teich, Sommerhaus und Hubschrauberlandeplatz.
Im Jahr 2020 liefen Instandsetzungsarbeiten, es wurden neue elektrische Leitungen, Heizungsrohre und Wasserleitungen verlegt, deren Gesamtkosten über 10 Jahre auf 479 Millionen Pfund geschätzt werden. Diese werden, ebenso wie Personalkosten, Staatsbesuche und laufender Unterhalt für Schlösser und Parks, aus dem Sovereign Grant bezahlt, der einen Anteil von 25 % der Einnahmen des Crown Estate beträgt.
Der Palast enthält Teile der wertvollen Royal Collection mit Kunstwerken von Weltrang. In der Queen’s Gallery neben dem Palast werden wechselnde Ausstellungen gezeigt. Weitere offizielle Residenzen des Monarchen sind der St James’s Palace, Windsor Castle (wo sich Queen Elisabeth II. seit ihrem 80. Geburtstag überwiegend aufhielt) und der Holyrood Palace in Edinburgh. Letztere beide sind in Teilen auch zu besichtigen, der Buckingham Palace – bis auf die Queen’s Gallery und das Kutschenmuseum (Royal Mews) – nur während etwa 6 Wochen im Juli/August. Private Landsitze des Königs sind Sandringham House und Balmoral Castle. König Charles III. bewohnte als Thronfolger in London das Clarence House und in Gloucestershire Highgrove House. Die drei jüngeren Geschwister des Königs bewohnen ebenfalls eigene Landsitze; bei Aufenthalten in London stehen ihnen Apartments im Buckingham Palace zur Verfügung. Weitere Mitglieder der Royal Family wohnen im Kensington Palace, darunter Prince William.
Nach Angaben des Daily Express ist der Palast im Jahr 2020 zwischen 1 und 5,5 Milliarden Pfund wert, wobei der untere Wert sich am Durchschnitt der Immobilienpreise in Londoner Innenstadtlagen, der oberste sich am geschätzten Prestigewert orientiert.
2024 betrug die Besucherzahl etwa 647.000 Personen.

## Räume

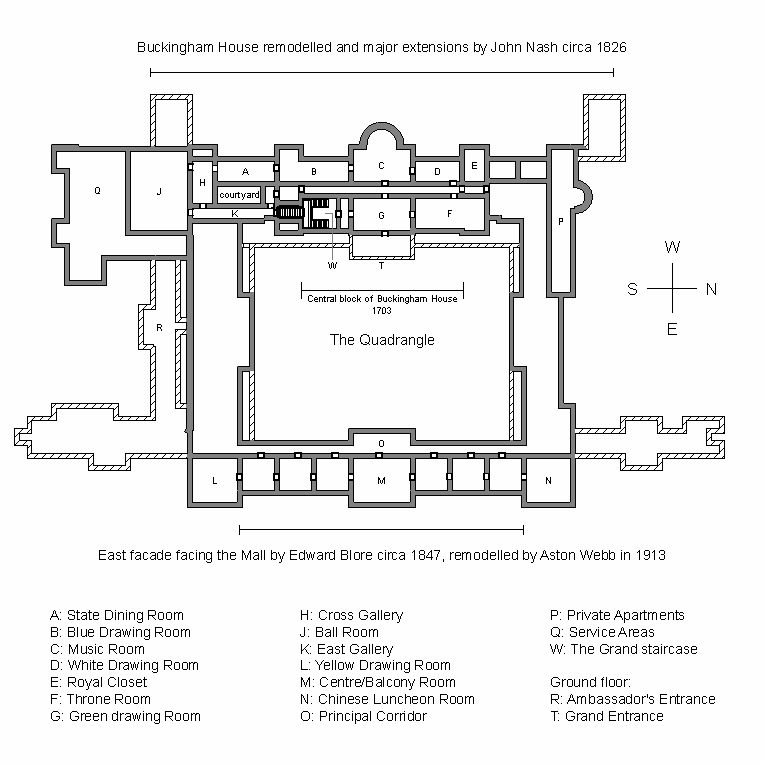
Piano nobile vom Buckingham Palace. A: Speisesaal; B: Blauer Salon; C: Musikzimmer; D: Weißer Salon; E: Königliches Privatzimmer; F: Thronsaal; G: Grüner Salon; H: Cross Gallery; J: Ballsaal; K: East Gallery; L: Gelber Salon; M: Zentralraum/Balkon; N: Chinesischer Speisesaal; O: Hauptkorridor; P: Privatgemächer; Q: Dienstbereich; W: Großes Treppenhaus. Erdgeschoss: R: Botschaftereingang; T: Haupteingang. Die tieferliegenden kleinen Flügel werden durch schraffierte Wände repräsentiert. Hinweis: Der Grundriss ist nicht ganz maßstabsgerecht und dient nur zur groben Veranschaulichung. Die Größenverhältnisse einiger Räume können in der Realität leicht abweichen.

Buckingham Palace verfügt über 775 Räume. Die Haupträume des Palastes liegen im Piano nobile (Hauptgeschoss) hinter der nach Westen gerichteten Gartenfassade im hinteren Teil des Palastes. Das Zentrum dieser geschmückten Suite von Staatsgemächern bildet das Musikzimmer. Sein großer Bogen ist das herausstechende Merkmal der Fassade. Zu beiden Seiten des Musikzimmers liegen der Blaue und der Weiße Salon. In der Mitte der Zimmerflucht befindet sich die Gemäldegalerie, die als Korridor dient und die Staatsgemächer miteinander verbindet. Die Galerie verfügt über Oberlichter und ist 50 m lang. Sie zeigt unter anderen Gemälde von Rembrandt, Van Dyck, Rubens und Vermeer. Weitere Räume, die neben der Gemäldegalerie liegen, sind der Thronsaal und der Grüne Salon. Der Grüne Salon dient als gewaltiges Vorzimmer zum Thronsaal und ist Teil des zeremoniellen Weges vom Wachzimmer am Kopf des Großen Treppenhauses zum Thronsaal. Das Wachzimmer beinhaltet eine große weiße Marmorstatue von Prinz Albert, der römische Kleidung trägt und sich auf einer mit Wandbehängen drapierten Tribüne befindet.
Die ursprüngliche georgianische Inneneinrichtung beinhaltete auf Vorschlag von Sir Charles Long die großzügige Verwendung von Marmormalerei („Scagliola“) in leuchtenden Farben sowie blaue und rosafarbene Lapislazuli. Unter König Eduard VII. fand eine großangelegte Neuausstattung im Stil der Belle Époque statt. Dabei wurde ein Farbschema aus einer Kombination von Cremetönen und Gold verwendet.
Im Erdgeschoss unter den Staatsgemächern befindet sich eine Zimmerflucht mit etwas weniger prunkvoll ausgestatteten Räumen, die Halbstaatsgemächer genannt werden. Sie zweigen von der Marmorhalle ab und werden für weniger formelle Empfänge genutzt, wie etwa Mahlzeiten und Privataudienzen. Einige der Räume sind nach einzelnen Besuchern benannt und dekoriert, wie etwa das „Gemach von 1844“, das für den Staatsbesuch von Zar Nikolaus I. besonders dekoriert wurde. Im Zentrum der Zimmerflucht befindet sich der Bogenraum, den jährlich Tausende von Gästen passierten, um an den Gartenpartys von Königin Elisabeth in den königlichen Gärten teilzunehmen. Die Königin verwendete zu privaten Zwecken eine kleinere Suite im Nordflügel. Als Blore zwischen 1847 und 1850 den neuen Ostflügel errichtete, wurde der Royal Pavilion in Brighton erneut vieler seiner Beschläge beraubt. Infolgedessen strahlen viele Räume im neuen Flügel eine bemerkenswert orientalische Atmosphäre aus. Der rote und blaue chinesische Speisesaal ist mit Teilen der Bankett- und Musikzimmer aus Brighton ausgestattet. Der Kamin, der ebenfalls aus Brighton stammt, ist jedoch eher von indischem als chinesischem Design. Der Gelbe Salon verfügt über eine Tapete aus dem 18. Jahrhundert, die im Jahr 1817 für den Salon in Brighton geliefert wurde, während der Kamin der europäischen Vorstellung davon entspricht, wie ein chinesisches Gegenstück aussehen würde. Er weist deshalb in Nischen nickende Mandarine auf sowie furchteinflößende geflügelte Drachen.
In der Mitte des Ostflügels befindet sich der berühmte Balkon, hinter dessen Glastüren der Zentralraum liegt. Dies ist ein Salon in chinesischem Stil, der durch Königin Mary in den späten zwanziger Jahren verschönert wurde. Die Lacktüren wurden jedoch bereits im Jahr 1873 aus Brighton herbeigeschafft. Über die ganze Länge des Piano Nobile im Ostflügel verläuft eine gewaltige Galerie, die bescheiden als Hauptkorridor bezeichnet wird. Sie hat verspiegelte Türen und die ebenfalls verspiegelten Wände werfen Abbilder der Porzellanpagoden und anderer orientalischer Möbelstücke, die aus Brighton stammen. Der Chinesische Speisesaal und der Gelbe Salon befinden sich an den jeweils gegenüberliegenden Enden der Galerie.
Ausländische Staatsoberhäupter, die während eines Staatsbesuches im Buckingham Palace zu Gast sind, bewohnen Räume der sogenannten 'belgischen Suite'. Diese Zimmerflucht befindet sich im Erdgeschoss der nach Norden weisenden Gartenfront. Diese Räume wurden für Prinz Alberts Onkel Leopold I., dem ersten König der Belgier, ausgestattet. Während seiner kurzen Herrschaft lebte König Eduard VIII. in diesen Räumen.

### Innenräume (teils nach historischen Darstellungen)

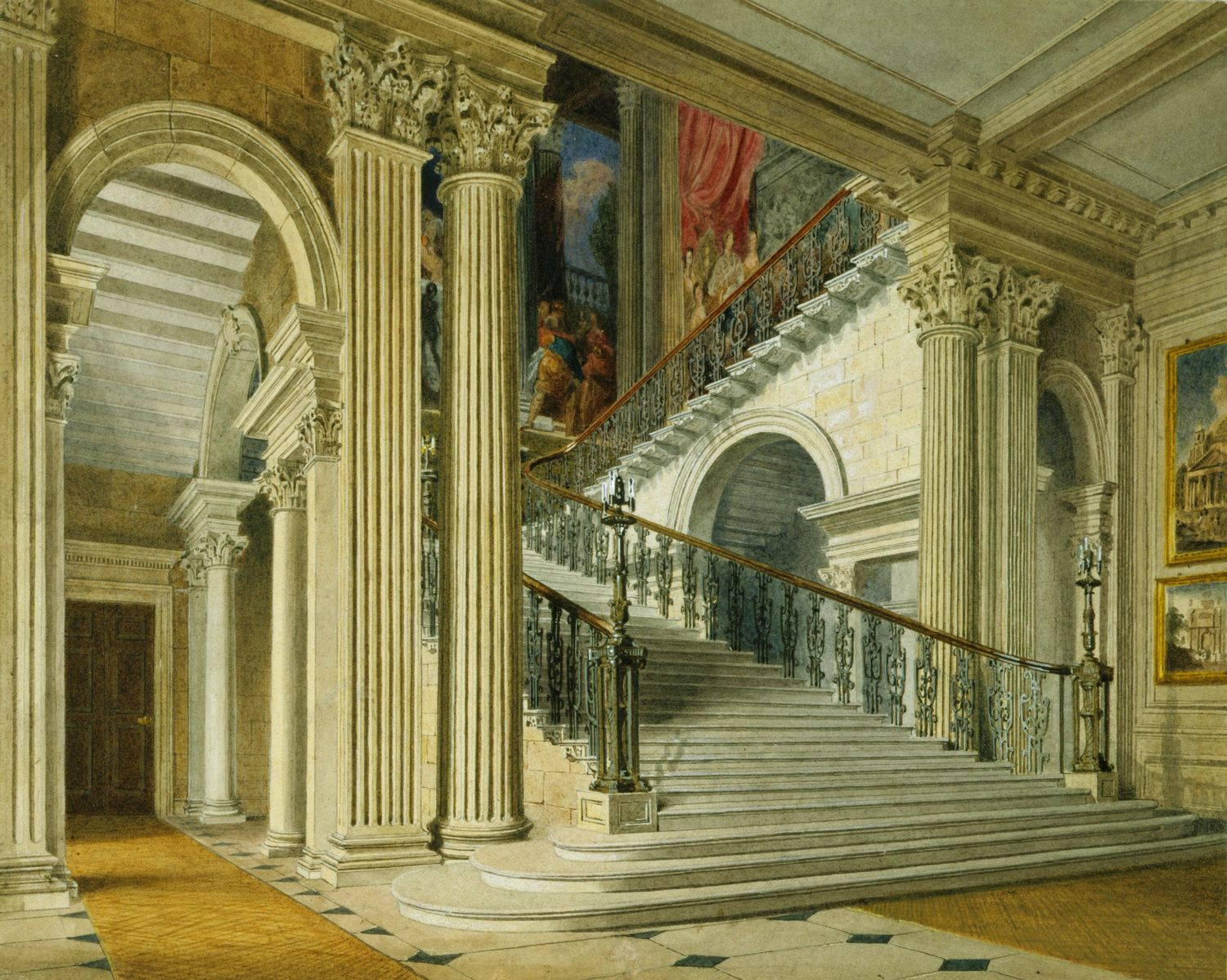
Treppenhaus
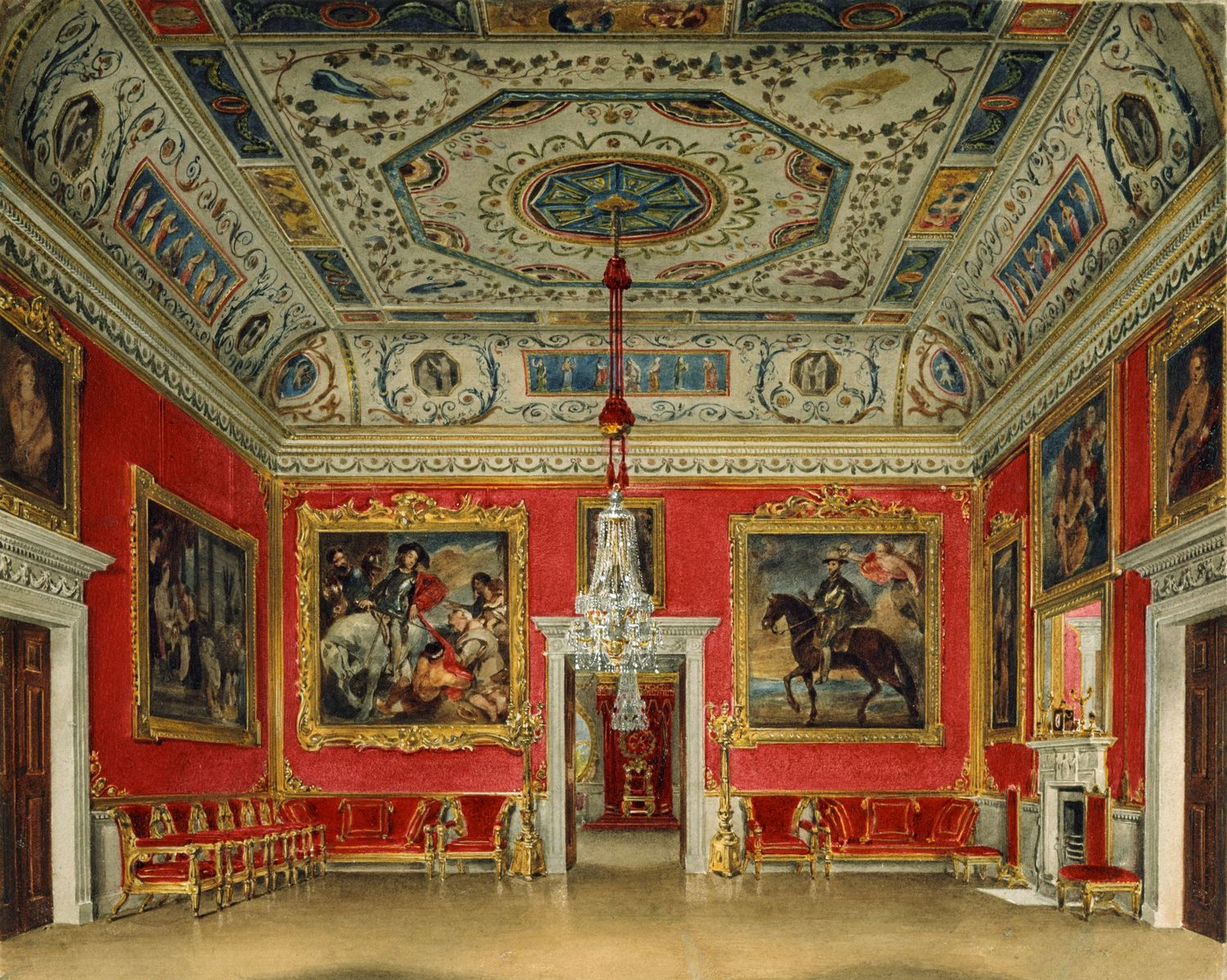
Crimson Drawing Room
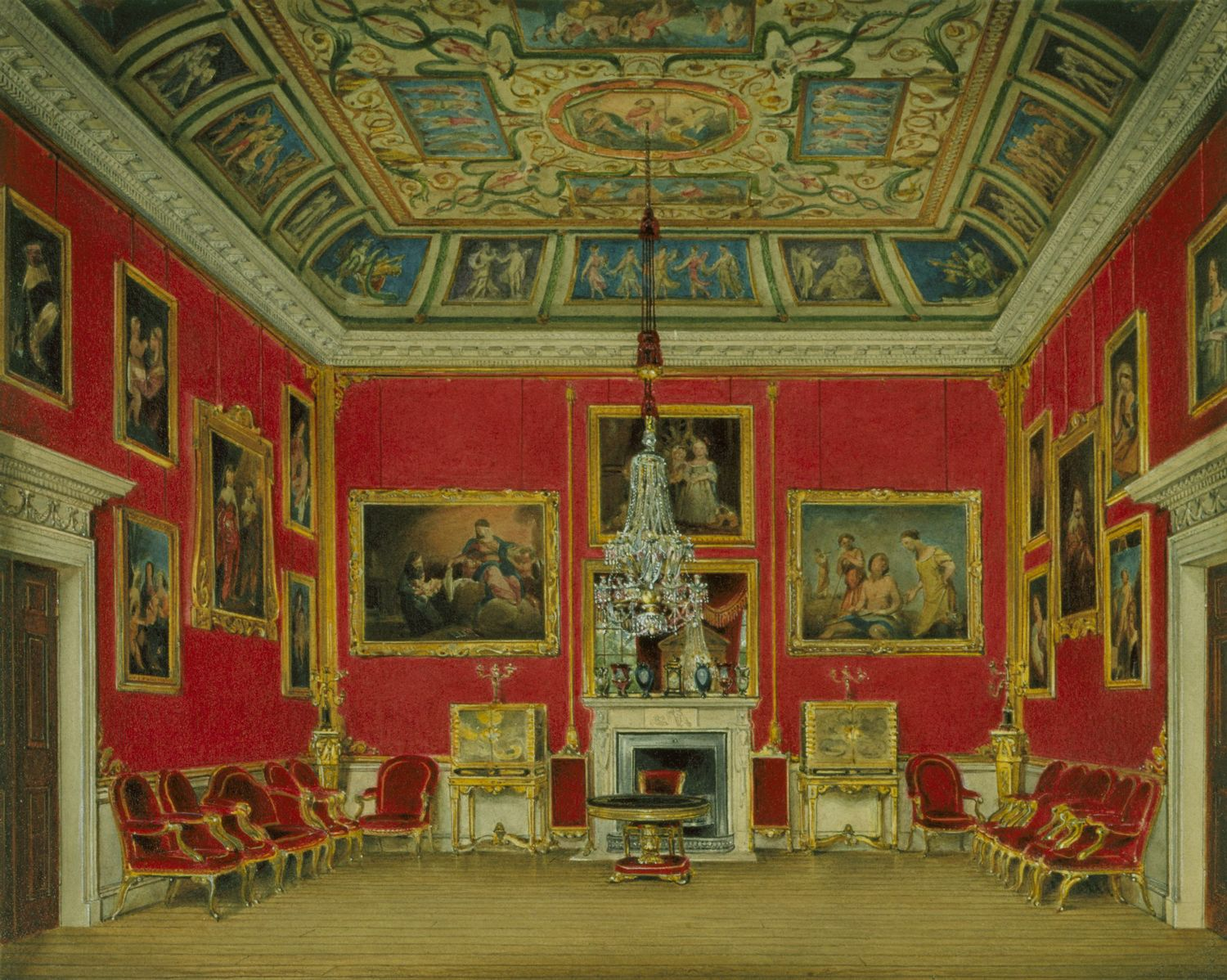
Second Drawing Room
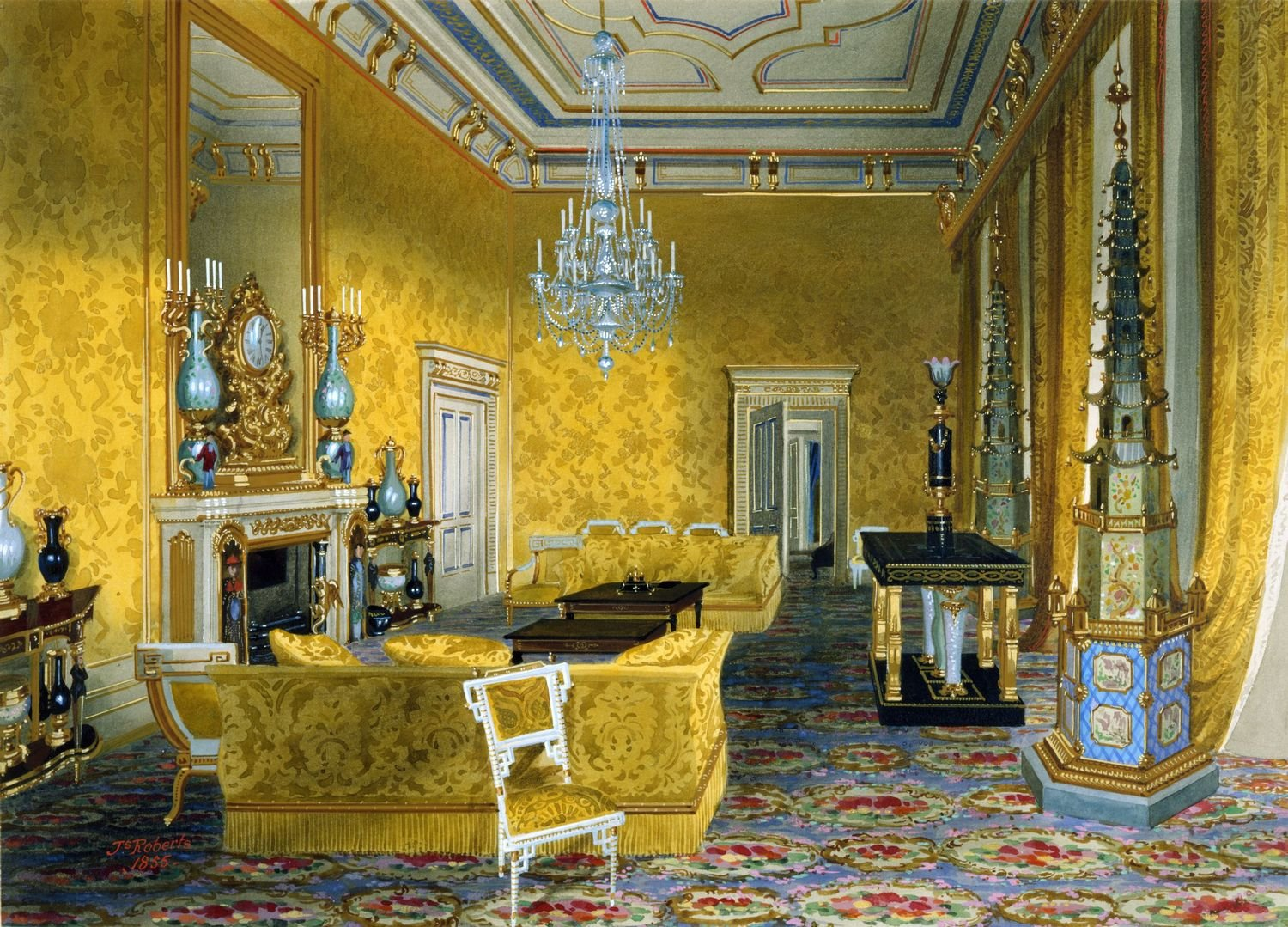
Yellow Drawing Room
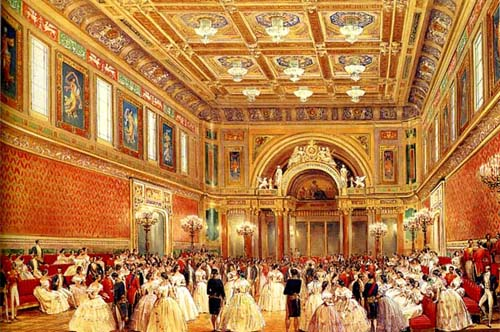
Ballsaal
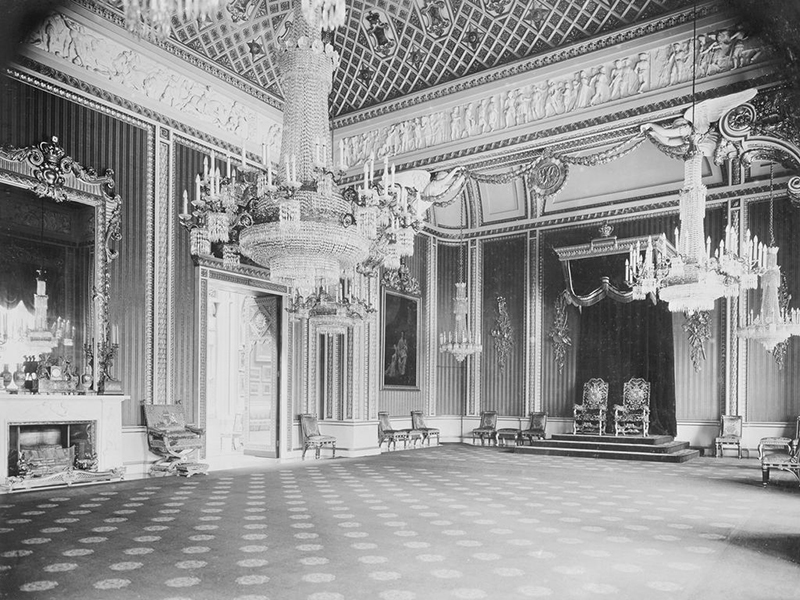
Thronsaal
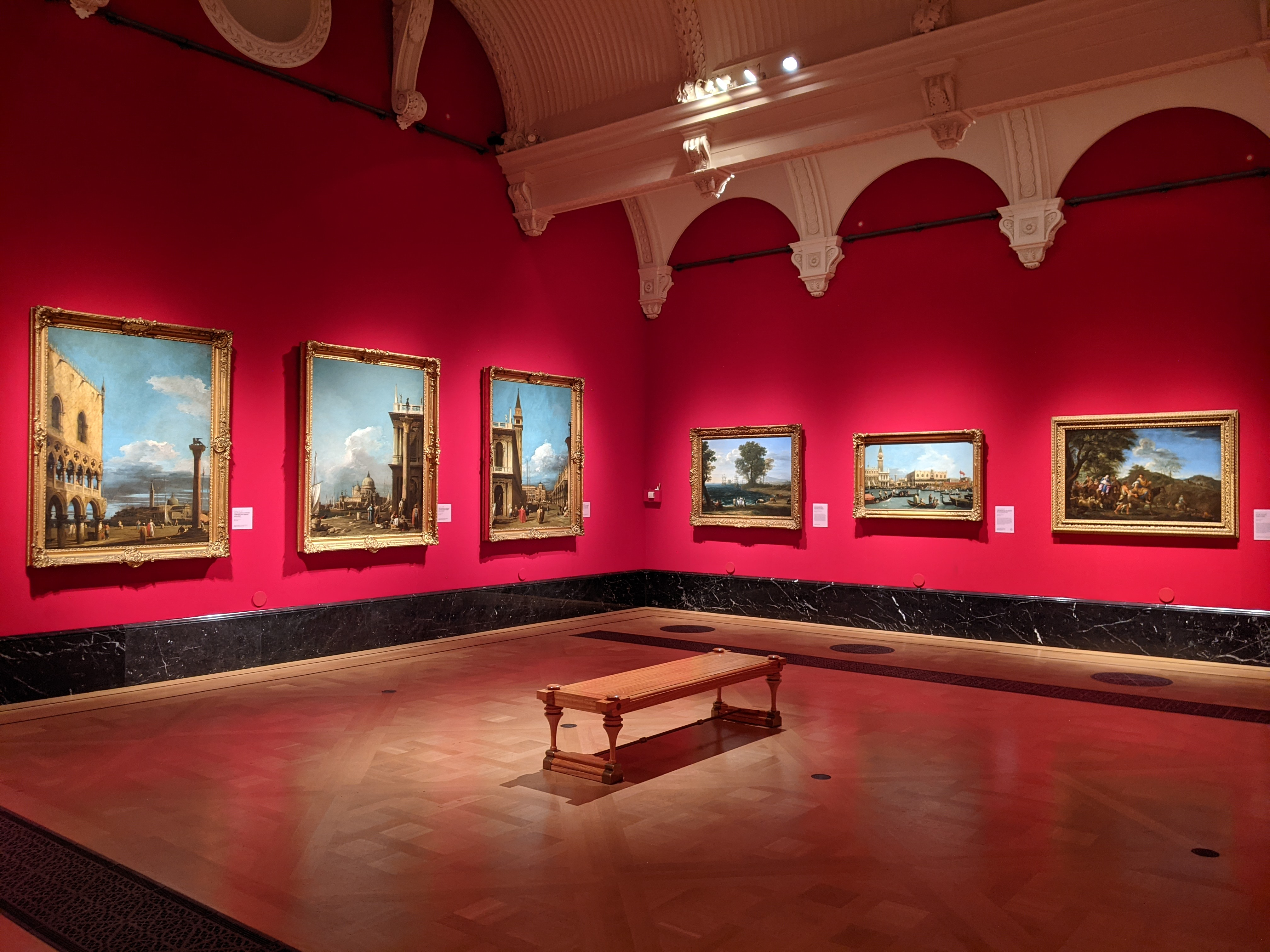
Queen’s Gallery

### Orgel

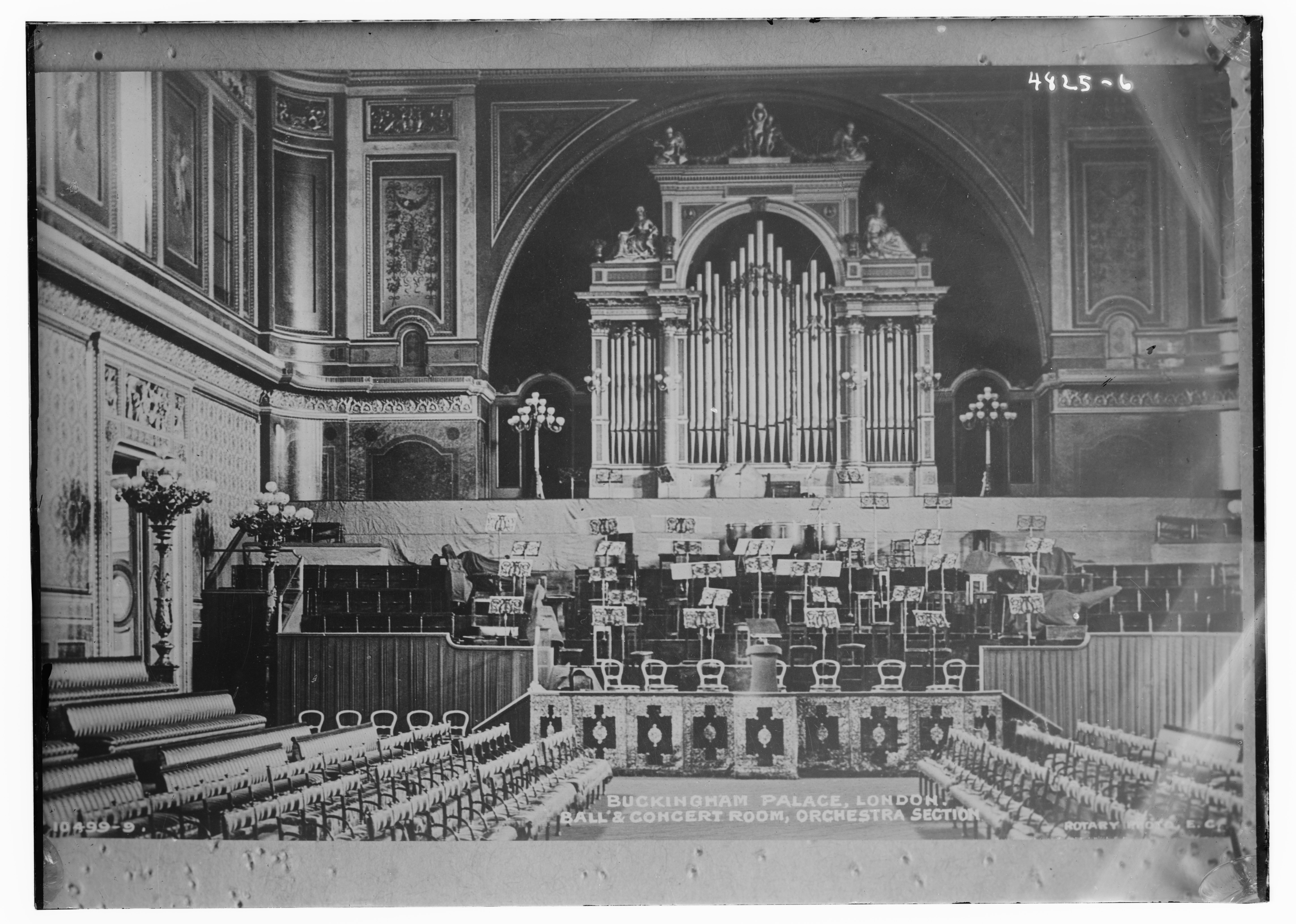
Orgel

Im Ballroom befindet sich seit 1855 eine Orgel, die ursprünglich 1818 von dem Orgelbauer Henry Lincoln für den Royal Pavilion in Brighton erbaut worden war. Das Instrument wurde durch die Firma Gray & Davison hierher transferiert. Es umfasst 26 Register auf drei Manualen und Pedal.
| I Choir Organ GG,AA–f3 |                |       |
| 1.                     | Dulciana       | 8′    |
| 2.                     | Stopd Diapason | 8′    |
| 3.                     | Principal      | 4′    |
| 4.                     | Flute          | 4′    |
| 5.                     | Fifteenth      | 1 ⁄3′ |
| 6.                     | Bassoon        | 8′    |

| II Great Organ GG,AA–f3 |                       |         |
| 07.                     | Double Diapason (B/D) | 16′     |
| 08.                     | Open Diapason No. 1   | 08′     |
| 09.                     | Open Diapason No. 2   | 08′     |
| 10.                     | Stopd Diapason        | 08′     |
| 11.                     | Principal             | 04′     |
| 12.                     | Twelfth               | 02 ⁄3′  |
| 13.                     | Fifteenth             | 01 ⁄3′  |
| 14.                     | Tierce                | 01 3⁄5′ |
| 15.                     | Sesquialtra IV (B/D)  | 02 ⁄3′  |
| 16.                     | Mixture III           |         |
| 17.                     | Trumpet               | 08′     |
| 18.                     | Clarion               | 04′     |

| III Swell Organ C–f3 |                |     |
| 19.                  | Bourdon        | 16′ |
| 20.                  | Open Diapason  | 08′ |
| 21.                  | Stopd Diapason | 08′ |
| 22.                  | Principal      | 04′ |
| 23.                  | Mixture III    |     |
| 24.                  | Cornopean      | 08′ |
| 25.                  | Oboe           | 08′ |

| Pedal Organ CC–f1 |                     |     |
| 26.               | Grand Open Diapason | 16′ |

- Koppeln: III/I, III/II, I/P, II/P, III/P

## Hofzeremoniell

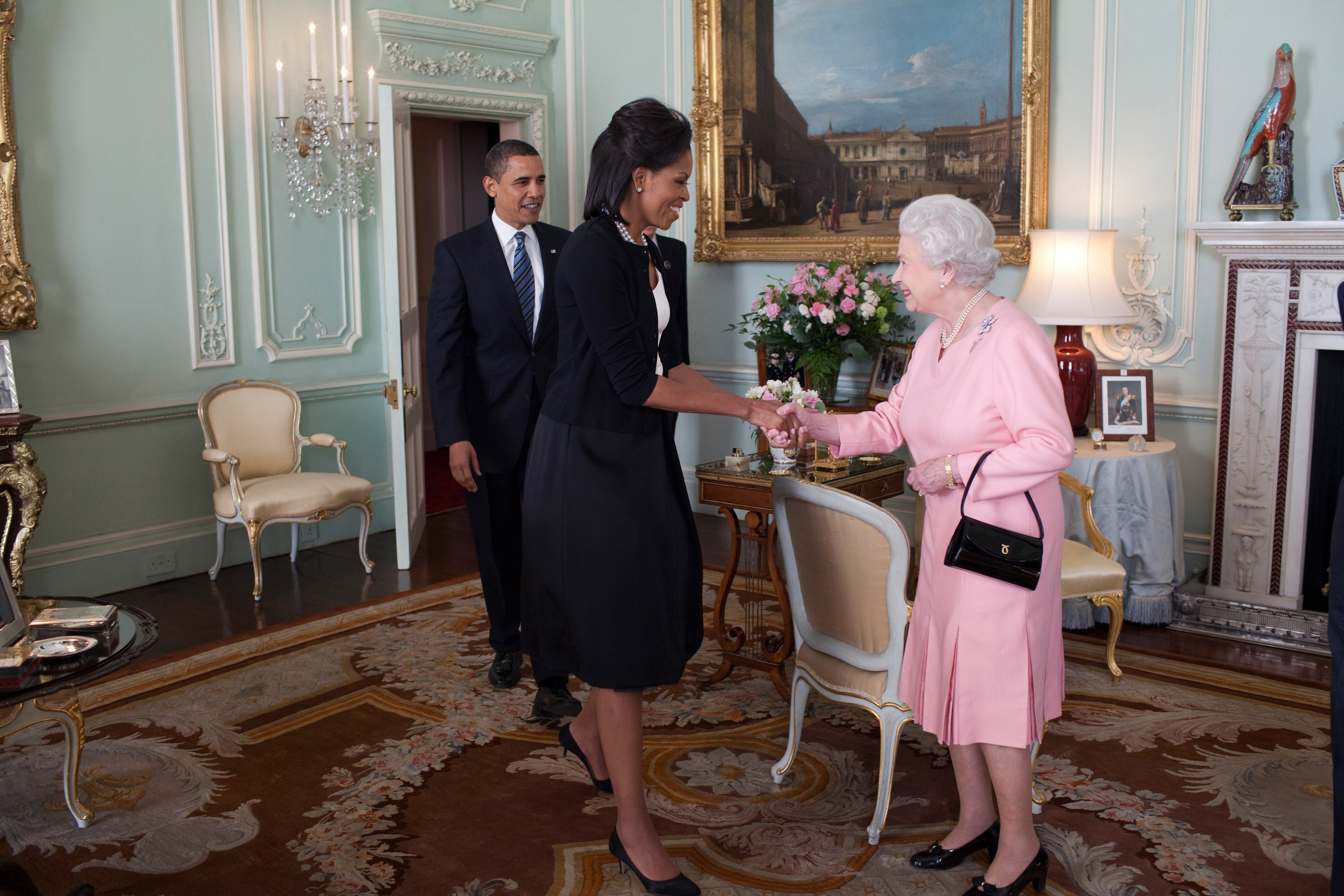
Königin Elisabeth II. empfängt First Lady Michelle Obama und US-Präsident Barack Obama im Buckingham Palace (2009).

Unter der Regentschaft von Elisabeth II. hat sich das Hofzeremoniell radikal verändert. Der Zugang zum Palast ist jetzt nicht länger ein ausschließliches Privileg der Oberschicht. Die formelle Hofkleidung ist abgeschafft worden. Unter früheren Herrschern mussten Männer, die keine Uniform trugen, Kniebundhosen nach Vorlagen aus dem 18. Jahrhundert tragen. Zu Abendgesellschaften mussten Frauen obligatorisch Kleider mit Schleppen und Diademe tragen, alternativ oder sogar zusätzlich dazu mit Federschmuck. Die Kleiderordnung im Palast nach dem Ersten Weltkrieg war sehr streng. Als Königin Mary im Zuge der damaligen Mode ihre Kleider auf eine Länge einige Zentimeter über dem Boden kürzen wollte, bat sie eine Hofdame, eines ihrer Kleider testweise zu verkürzen, um dann die Reaktion des Königs abzuwarten. König Georg V. war entsetzt, und so blieb Königin Marys Kleidersaum unmodisch lang. König Georg VI. und Königin Elisabeth waren etwas modischer, und so durften die Kleidersäume der Tageskleider verkürzt werden.
Der Premierminister der Labour Party Ramsay MacDonald war im Jahr 1924 der erste Mann im Anzug, der vom Monarchen im Palast empfangen wurde. Dies blieb jedoch in der Folgezeit einmalig. Bis zum Zweiten Weltkrieg blieb der Hofanzug die obligatorische Bekleidung für Gäste am Hof. Heutzutage tragen die meisten Männer zu Besuch bei Hof ihre Ausgehuniform oder einen Anzug sowie zu Abend je nach dem Grad der Formalität des Ereignisses Smoking oder Frack. Sofern für die Herren Frack vorgeschrieben ist, tragen die Damen ein Diadem, falls sie eines besitzen. Dies wird allerdings offiziell nicht verlangt.
Eine der ersten größeren Änderungen, die die Königin 1958 vornahm, war, dass sie die Vorstellungsfeier für die Debütantinnen abschaffte. Dabei waren zuvor die adligen jungen Damen dem Monarchen im Thronsaal vorgestellt worden. Die Debütantinnen trugen dabei ein Hofkleid mit drei langen Straußenfedern als Haarschmuck. Nachdem sie den Thronsaal betreten hatten, machten sie einen Hofknicks, gingen nach einer festgelegten Choreographie einige Schritte rückwärts und vollführten einen weiteren Hofknicks. Währenddessen hatten sie die ganze Zeit über auf ihre Schleppe von vorgeschriebener Länge achtzugeben, die eine nicht zu unterschätzende Stolpergefahr darstellte.
Die Königin hielt diese Zeremonie für zu elitär und veraltet und ersetzte die Vorstellungen durch große und häufige Gartenfeste, zu denen ein breiter Querschnitt der britischen Gesellschaft eingeladen wird. Der Thronsaal wurde fortan verwendet, wenn die Königin offizielle Adressen erhielt, etwa wenn ihr Glückwünsche zu Jubiläen überbracht wurden. Auf dem Podest des Thrones werden auch die königlichen Hochzeitsbilder angefertigt.
Investituren, wie etwa der Ritterschlag, sowie Ordensverleihungen finden im viktorianischen Ballsaal statt, der 1854 erbaut wurde. Er ist mit 37 m × 20 m der größte Raum des Palastes und wird mittlerweile häufiger benutzt als der Thronsaal. Während der Investituren sitzt die Königin nicht auf dem Thron, sondern steht auf dem Podest unter einem gewaltigen kuppelförmigen Samtbaldachin. Dieser wurde schon im Jahr 1911 bei der Durbar in Delhi verwendet, einem großen Hoftag anlässlich der Krönung von Georg V. zum Kaiser von Indien. Eine Militärkapelle spielt auf der Musikantengalerie, während die Empfänger der Ehrungen sich dem Monarchen nähern und ihre Ehrungen entgegennehmen.
Staatsbankette finden ebenfalls im Ballsaal statt. Diese formellen Abendessen finden am ersten Abend des Besuchs ausländischer Staatsoberhäupter statt. Zu diesen Gelegenheiten erscheinen häufig über 150 geladene Gäste und speisen von goldenen Tellern. Die größte solche Abendgesellschaft findet jeden November statt, wenn der Monarch die Angehörigen des ausländischen diplomatischen Korps einlädt. Zu diesem Anlass werden alle Staatsgemächer genutzt, durch die die gesamte königliche Familie eine Prozession durchführt. Sie beginnt ihren Weg an den großen Türen am nördlichen Ende der Gemäldegalerie. Wie von Nash ersonnen stehen dabei die großen beidseitig verspiegelten Türen offen und reflektieren die zahlreichen Kristallkronleuchter und Wandleuchter, was die beabsichtigte optische Illusion von Raum und Licht erzeugt.
Kleinere Zeremonien wie der Empfang neuer Botschafter finden im „Raum von 1844“ statt. Hier hielt Königin Elizabeth II auch kleine Mittagessen ab sowie Treffen des Privy Council. Größere Mittagessen werden im bogenförmigen und kuppelbekrönten Musikzimmer oder im Staatsspeisesaal abgehalten. Bei allen formalen Anlässen sind Wächter der Yeomen of the Guard in ihren altertümlichen Uniformen dabei sowie andere Hofbeamte wie der Lord Chamberlain of the Household.
Seit der Bombardierung der Palastkapelle im Zweiten Weltkrieg fanden die königlichen Taufen im Musikzimmer statt. Die ersten drei Kinder der Königin wurden hier in einem besonderen goldenen Taufbecken getauft. Auch Prinz William wurde hier getauft, während sein Bruder Prinz Harry in der St.-Georgs-Kapelle in Schloss Windsor getauft wurde.
Das von der Zahl der Teilnehmer größte Ereignis des Jahres ist das Gartenfest, an dem bis zu 9000 Gäste teilnehmen, die Tee und Sandwiches in mehreren Festzelten einnehmen. Zuerst versammeln sich die Gäste. Zum Klang der Nationalhymne, die von einer Militärkapelle gespielt wird, erschien Königin Elizabeth aus dem Bogenraum, schritt langsam durch die Reihen der Gäste und begrüßte einige für diese Ehre ausgewählte Gäste in ihrem privaten Teezelt.

## Sicherheitsvorkehrungen

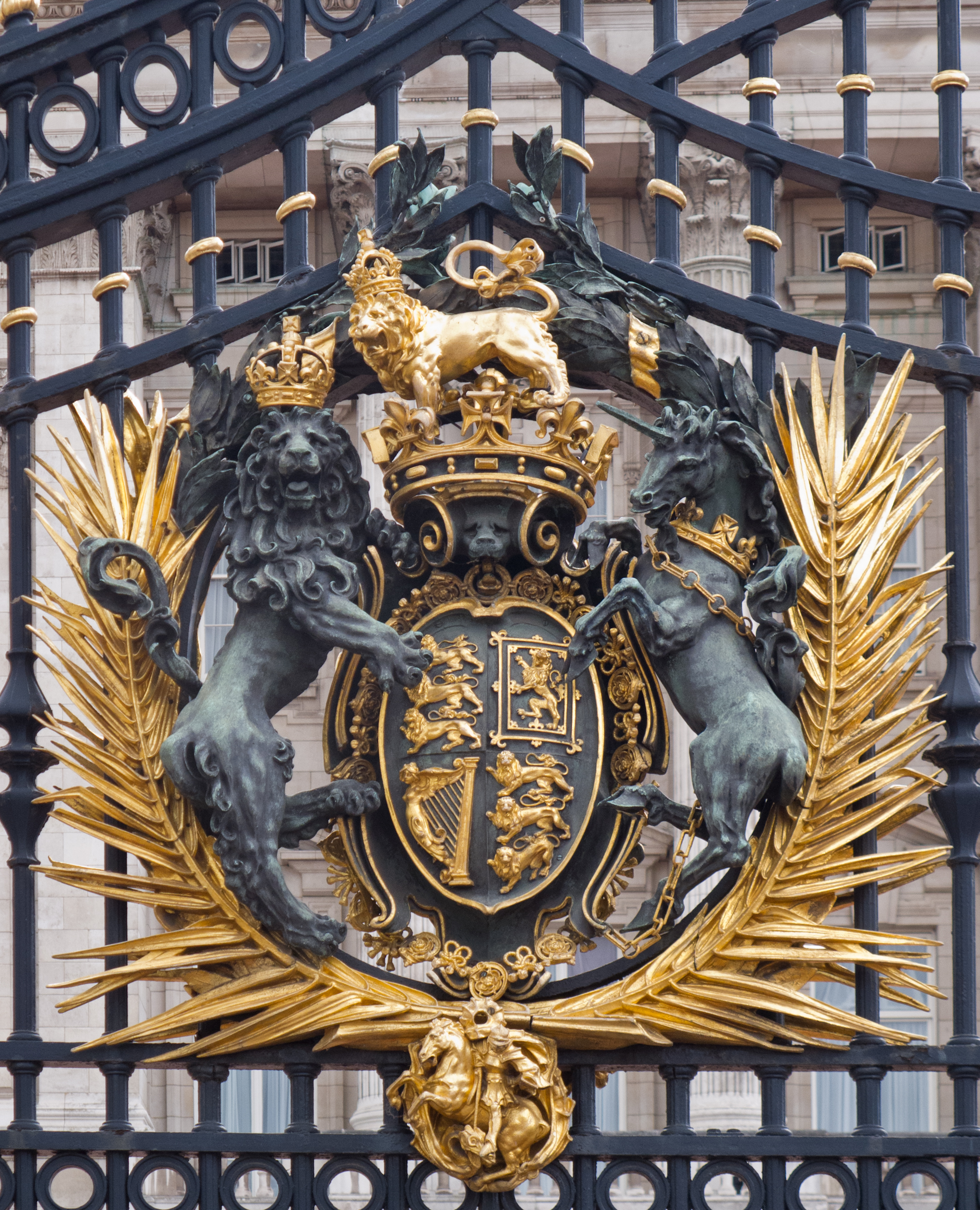
Palasttor mit königlichem Wappen

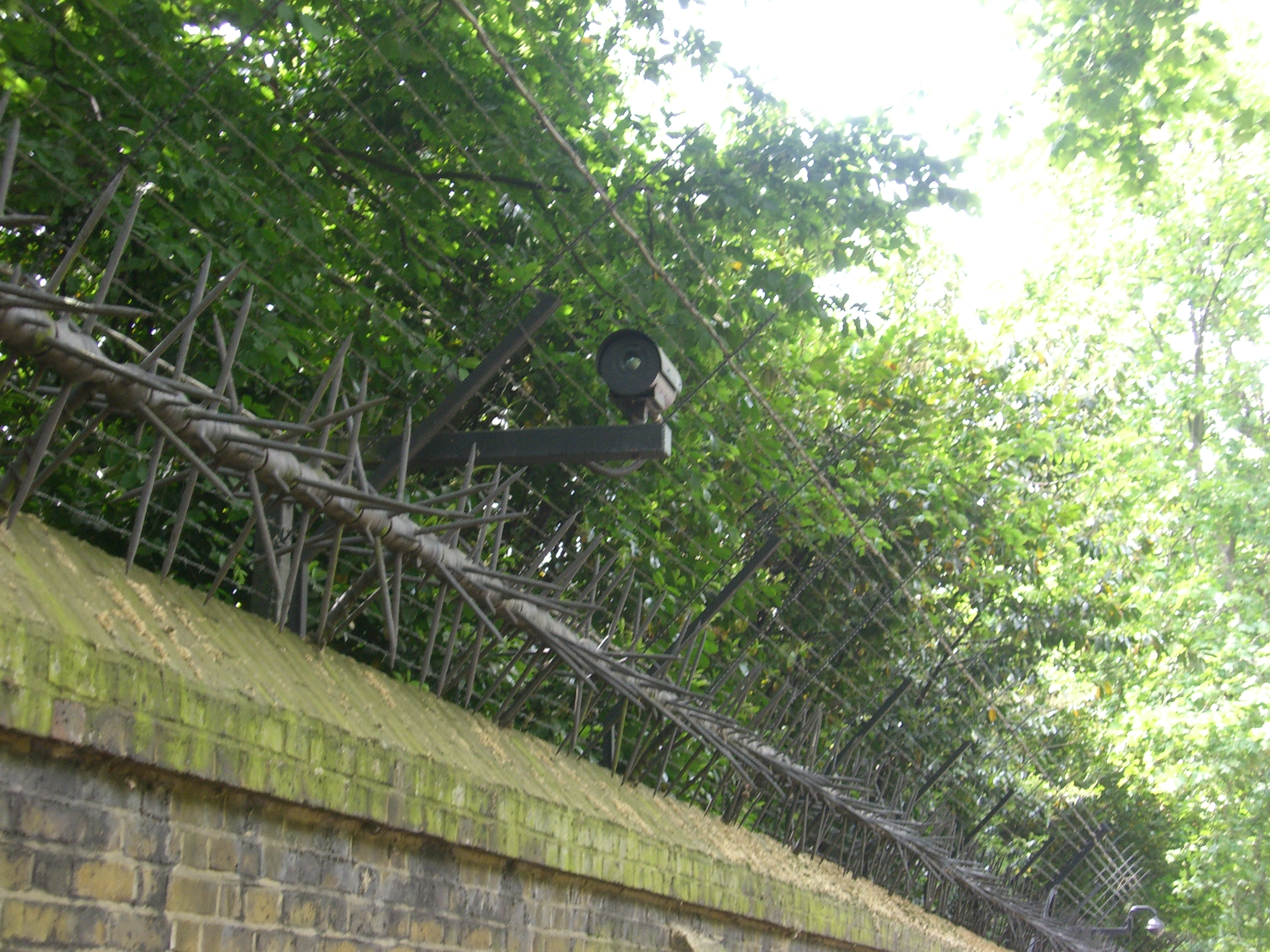
Mit Stacheldraht gesicherte Palastmauer

Die Maßnahmen zum Schutz der königlichen Familie sind umfangreich. Allerdings gab es auf dem Palastgelände und auch anderswo einige gravierende Sicherheitspannen, über die in der Presse berichtet wurde. Aus Sicherheitsgründen ist kein detaillierter Grundriss des Palastes erhältlich. Es wird in der Öffentlichkeit gemeinhin davon ausgegangen, dass den berühmten bewaffneten Wachtposten vor dem Palast lediglich eine zeremonielle Rolle zukommt. Demgegenüber sind sie tatsächlich auch ein Teil der Sicherheitsmaßnahmen. Der Palast verfügt auch über eine eigene Polizeistation, und die Mitglieder der königlichen Familie haben alle Leibwächter. Andere Sicherheitsmaßnahmen werden nicht bekannt gegeben. Ein Bataillon der Garde-Infanterie (Foot Guards) befindet sich in nur 275 m Entfernung in der Wellington-Kaserne. Weitere Einheiten befinden sich in etwa ein Kilometer Entfernung in der Chelsea-Kaserne (Garde-Infanterie) und der Hyde-Park-Kaserne (Household Cavalry).
Im Zweiten Weltkrieg wurde ein Luftschutzraum in einem Zimmer eines Hausmädchens angelegt. Aus jüngerer Zeit datieren Berichte über einen Bunker, der aus Sorge über eine erhöhte Bedrohungslage im Zuge des Krieges gegen den Terror angelegt worden sein soll.
Die bislang gravierendste Sicherheitspanne geschah im Jahr 1982, als es einem gewissen Michael Fagan gelang, bis in das Schlafzimmer von Königin Elisabeth II. zu gelangen, während sie schlief. Im Jahr 2003 arbeitete der Reporter Ryan Parry vom Daily Mirror als Hausdiener im Buckingham Palace. Eine seiner Referenzen war eine Täuschung, so dass seine Überprüfung offensichtlich nur oberflächlich durchgeführt wurde. Der Vorfall ereignete sich zur selben Zeit wie der Staatsbesuch von George W. Bush in Großbritannien, der unter anderem im Palast übernachtete. Es gelang Parry, Fotos von Bushs Schlafzimmer, dem Frühstückstisch der Königin sowie vom Gemach des Duke of York anzufertigen. Die Fotos selbst zeigten nichts Spektakuläres abgesehen von der Tatsache, dass die zwei jüngeren Söhne der Königin bei der Auswahl der Möbelstücke in ihren Schlafzimmern einen geradezu bürgerlichen Geschmack an den Tag legten und dass die Königin ihr Müsli in einem Tupperwarebehälter aufbewahrt. Der Palast verklagte den Daily Mirror wegen Eindringens in die Privatsphäre, und die Zeitung übergab ihr entsprechendes Material an den Palast und ersetzte der Königin ihre Kosten in einer außergerichtlichen Einigung im November 2003.
Die meisten Sicherheitspannen geschahen außerhalb des Palastgebäudes. Im Jahr 1974 versuchte Ian Ball, Princess Anne bei ihrer Rückkehr in den Palast auf der Straße The Mall zu entführen. Dabei wurden mehrere Menschen verletzt. Im Jahr 1981 campierten drei deutsche Touristen im Palastgarten. Dazu überwanden sie die mit mehreren Lagen Stacheldraht gesicherte Gartenmauer. Anscheinend gingen sie davon aus, dass es sich bei dem Park um einen Teil des Hyde-Parks handelte. 1993 überkletterten Atomkraftgegner die Palastmauer und hielten einen Sitzstreik auf dem Palastrasen ab. Ein Jahr später landete ein nackter Paraglider auf dem Dach. 1995 rammte der Student John Gillard die schweren schmiedeeisernen Palasttore mit seinem Fahrzeug und hob ein 1500 kg schweres Tor aus seinen Angeln. Im Jahr 1997 wurde ein weggelaufener geistig verwirrter Patient dabei aufgegriffen, wie er auf dem Palastgelände herumspazierte. Dies führte zu einer erneuten Überprüfung der Sicherheitsmaßnahmen.
Im Jahr 2004 gelang es einem Protestierer, der für die Rechte von Vätern eintrat, die von ihrer Frau getrennt leben, ein weites Presseecho hervorzurufen. Er war in einem Batmankostüm auf einen Etagenabsatz am Ostflügel geklettert, in der Nähe des zentralen Balkons. Beim selben Vorfall konnte ein zweiter, als Batmans Gehilfe Robin verkleideter Mann festgenommen werden, bevor er das Gebäude erklimmen konnte.

## Verwendung und Öffnung für die Öffentlichkeit

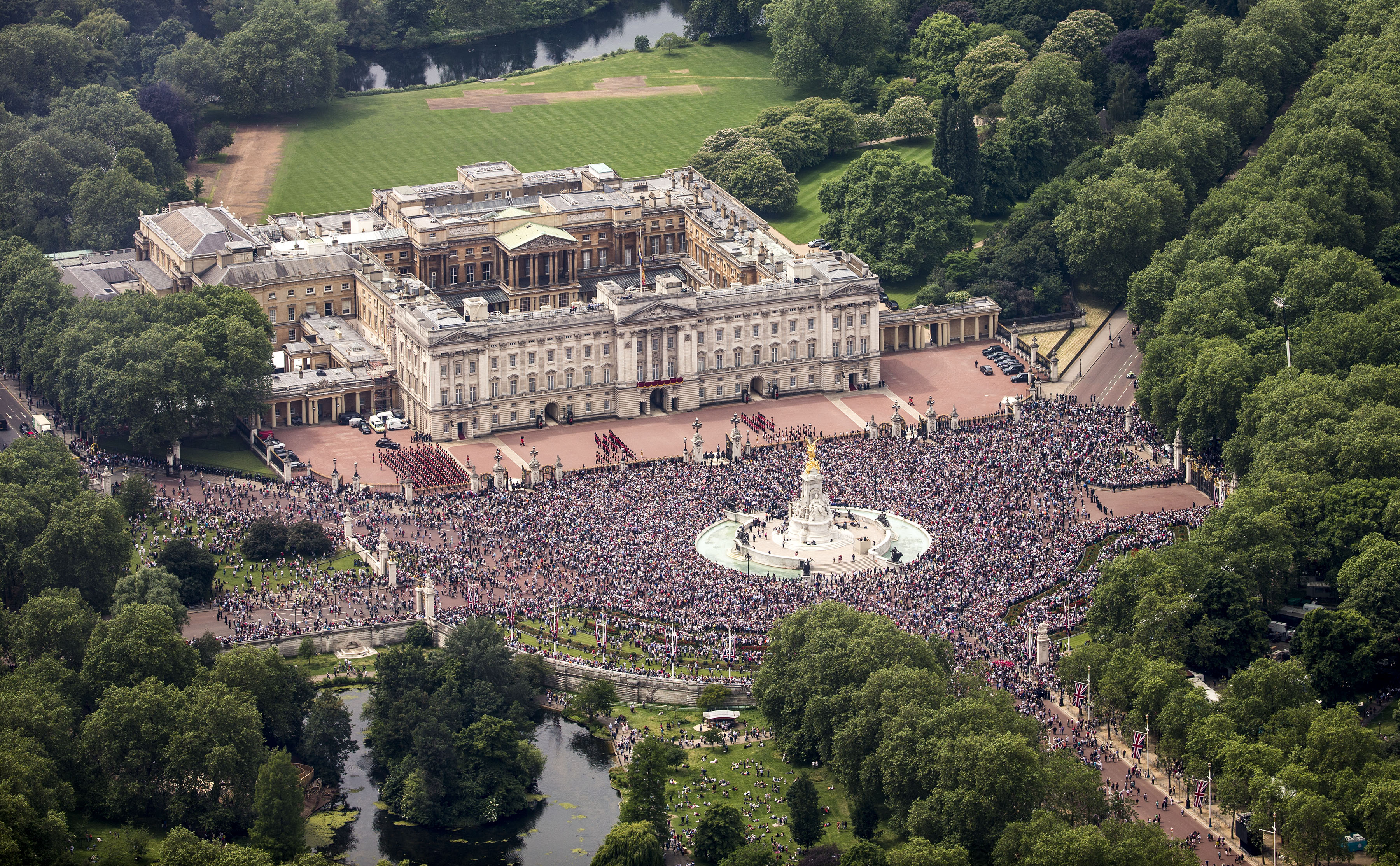
Luftbild

Neben seiner Nutzung als Wohnung von König Charles III. ist der Palast der Arbeitsplatz für 450 Personen. Jedes Jahr nehmen etwa 50.000 Personen an Veranstaltungen auf dem Palastgelände wie den Gartenfesten, Empfängen, Audienzen und Banketten teil. Der Buckingham-Palast dient auch als Kulisse für die tägliche Zeremonie des Wachwechsels (Changing of the Guard), einer bedeutenden Touristenattraktion in London.
Die Öffnung der Staatsgemächer des Palastes für die Öffentlichkeit zu Beginn der 1990er Jahre war ein gewaltiger Traditionsbruch. Ursprünglich diente das dabei eingenommene Geld zur Beseitigung der Brandschäden an Windsor Castle. Seitdem wird jeden Sommer in den Monaten August und September der Westflügel des Palastes der Öffentlichkeit zugänglich gemacht.
Der Palast befindet sich nicht im privaten Eigentum des Königs, sondern gehört mitsamt seiner Kunstsammlung dem britischen Staat. Die unschätzbaren Möbel, Gemälde, Wandbeschläge und anderen Kostbarkeiten, darunter viele Fabergé-Schmuckstücke, sind Teil der Königlichen Sammlung (Royal Collection).
Auf der Rückseite des Palastes befindet sich ein großer parkartiger Garten. Es ist der größte private Garten in London. Die ursprüngliche Landschaftsarchitektur stammte von Capability Brown. Sie wurde später von William Ailton neu gestaltet, der auch die Kew Gardens geschaffen hat, sowie von John Nash. Wie der Palast sind auch die Gärten reich an Kunstwerken. Eines der bemerkenswertesten Stücke ist die Waterloo-Vase, ein großer Krater, der von Napoleon in Auftrag gegeben wurde, um seine erwarteten Siege zu feiern. Sie wurde im Jahr 1815 noch unvollendet dem Prinzregenten Georg von Großherzog Ferdinand von Toskana geschenkt. Der König ließ die Vase durch den Bildhauer Richard Westmacott vollenden, um sie zum Mittelpunkt der neugeschaffenen Waterlookammer auf Schloss Windsor zu machen. Doch da sie 15 Tonnen wog und 5 m hoch war, konnte kein Deckenboden ihr Gewicht tragen. So wurde sie der Londoner Nationalgalerie übergeben. Diese gab diesen weißen Elefanten im Jahr 1906 an den Monarchen zurück. Eduard VII. löste das Problem, indem er die Vase an ihrem heutigen Standort im Garten aufstellen ließ. Im Garten befindet sich auch ein kleines Sommerhaus, das aus den 1740er Jahren stammt und auf William Kent zurückgeht. Neben dem Palast befinden sich die Royal Mews, die ebenfalls von Architekt John Nash geschaffen wurden. Dort werden die königlichen Kutschen abgestellt, darunter auch die Gold State Coach (Goldene Staatskutsche). Diese Rokokokutschen wurden von Sir William Chambers im Jahr 1760 gebaut und von Giovanni Battista Cipriani mit Bildern ausgestattet. Sie wurde zuerst von König Georg III. bei der Parlamentseröffnung im Jahr 1762 benutzt und wurde seitdem nur zur Krönung des Monarchen oder Jubiläumsfeiern verwendet. In den Mews werden auch die Kutschpferde gehalten, die bei den königlichen Zeremonien in London eingesetzt werden.